# Stefan (Tolios)
Stefan, imię świeckie Aristoteles Tolios (ur. 1960 w Elefterupoli) – duchowny Greckiego Kościoła Prawosławnego, od 2017 metropolita Filippi, Neapoli i Tasos (z siedzibą w Kawali).

## Życiorys
Święcenia diakonatu przyjął 15 lutego 1984, a prezbiteratu 27 grudnia tego samego roku. Chirotonię biskupią otrzymał 8 października 2017.